# Aripiprazol
Az Aripiprazol (az Otsuka Pharmaceutical Company Abilify néven forgalmazza) gyógyszert 2002-ben törzskönyvezte az amerikai FDA szkizofrénia kezelésére, ez volt a hatodik törzskönyvezett atípusos antipszichotikum.  Később használatát a bipoláris zavar akut mániás és kevert fázisainak kezelésére is jóváhagyták. Az Aripiprazolt a japán  Otsuka cég fejlesztette ki.

## Hatásmód
Az aripiprazol hatásmódja eltér a többi atípusos antipszichotikumtól (mint a klozapin, olanzapin, quetiapin, ziprasidon, és risperidon). A szkizofrénia kórképének kialakulásában egyes agyi területek, elsősorban a mesolimbikus terület, dopaminszintjének túlsúlya áll, míg a negatív tünetekért az felelős, hogy más agyi területeken a dopamin szint alacsony. A terápiában ezért olyan szert kellett keresni, ami azokon a területeken, ahol dopamintúlsúly van antagonistaként működik, vagyis megakadályozza a dopamin hatást, míg a csökkent transzmissziójú területeken agonistaként működik, és dopaminhatást vált ki. Ilyen, jelenleg egyetlen forgalomban lévő vegyület az aripiprazol, amely parciális agonista a dopamin D2 receptorain. Ezenkívül az aripiprazol parciális agonista a szerotonin 5-HT1A receptorain. Kis affinitással ezenkívül kötődik még hisztamin és alfa-adrenerg receptorokhoz, és nincs hatással az acetilkolin muszkarinos receptoraira.

## Metabolizmus
Az Aripiprazolt a Citokróm P450 3A4 és 2D6 izoenzimek metabolizálják.

## Kiszerelések
Az Aripiprazol 1 mg, 2 mg, 5 mg, 10 mg, 15 mg, 20 mg, és 30 mg tabletta formájában kapható.

## Mellékhatások
Gyakori mellékhatások: akatízia, fejfájás, fáradtság, gyengeség, szédülés, hányinger, hasi diszkomfort érzés, székrekedés, alvászavarok, nyugtalanság, álmosság, remegés, homályos látás.